# Feuerwehr der Palästinensischen Autonomie
Die Feuerwehr der Palästinensischen Autonomie bzw. der Palästinensische Zivilschutz (arabisch الدفاع المدني الفلسطيني, DMG ad-difāʿ al-madanī al-filasṭīnī) ist in den Palästinensischen Autonomiegebieten zuständig für den Rettungs- und Feuerwehrdienst. Für den medizinischen Rettungsdienst ist der Palästinensische Rote Halbmond zuständig.

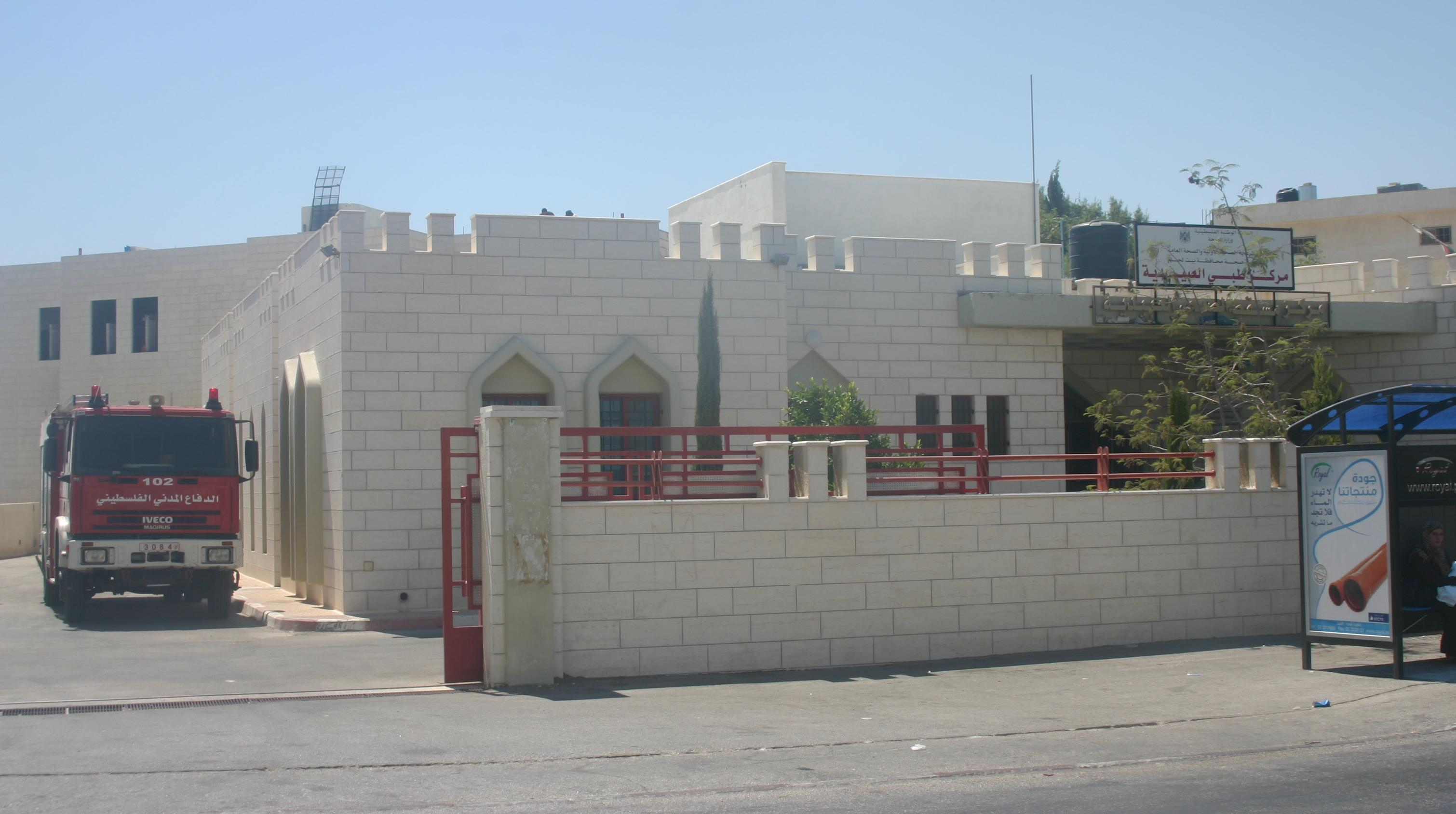
Die neue Feuerwache von al-Ubeidiya (Bethlehem)

## Organisation
Die Feuerwehr ist Teil des Zivilschutzes im Verband der Nationalen Sicherheitskräfte (engl. National Security Forces) der Palästinensischen Autonomiebehörde und damit militärisch organisiert. Die Feuerwehrleute beginnen daher mit einer militärischen Ausbildung in Jericho und tragen militärische Uniformen. Im Jahr 2011 wurde der ehemalige Kommandant der Feuerwehr von Bethlehem, Ibrahim Ayisch, mit dem Aufbau einer Freiwilligen Feuerwehr beauftragt.

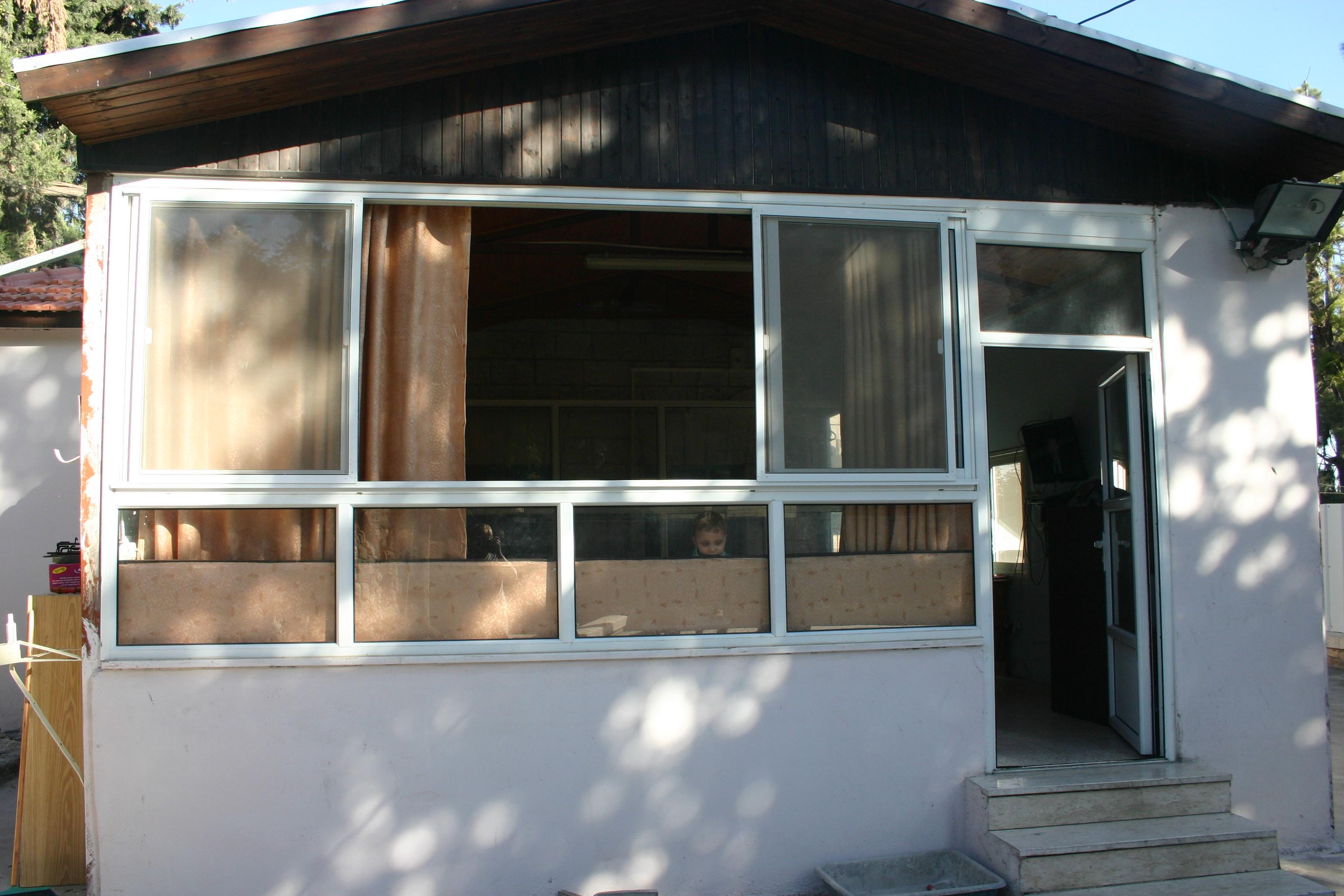
Die Feuerwache von Al-Bireh

## Standorte
- Jerusalem (Abu Dis)
- Ramallah (Beitunia, Al-Bireh, Bir Zeit, Taybeh im Aufbau)
- Hebron
- Nablus
- Betlehem (Betlehem, al-Ubeidiya)
- Tulkarem
- Kalkilia
- Jericho
- Salfit
- Tubas

Seit den Zerwürfnis mit der Hamas im Gazastreifen stehen die dortigen Feuerwehren nicht mehr im direkten Einfluss der Autonomiebehörde.

## Dienst und Einsätze

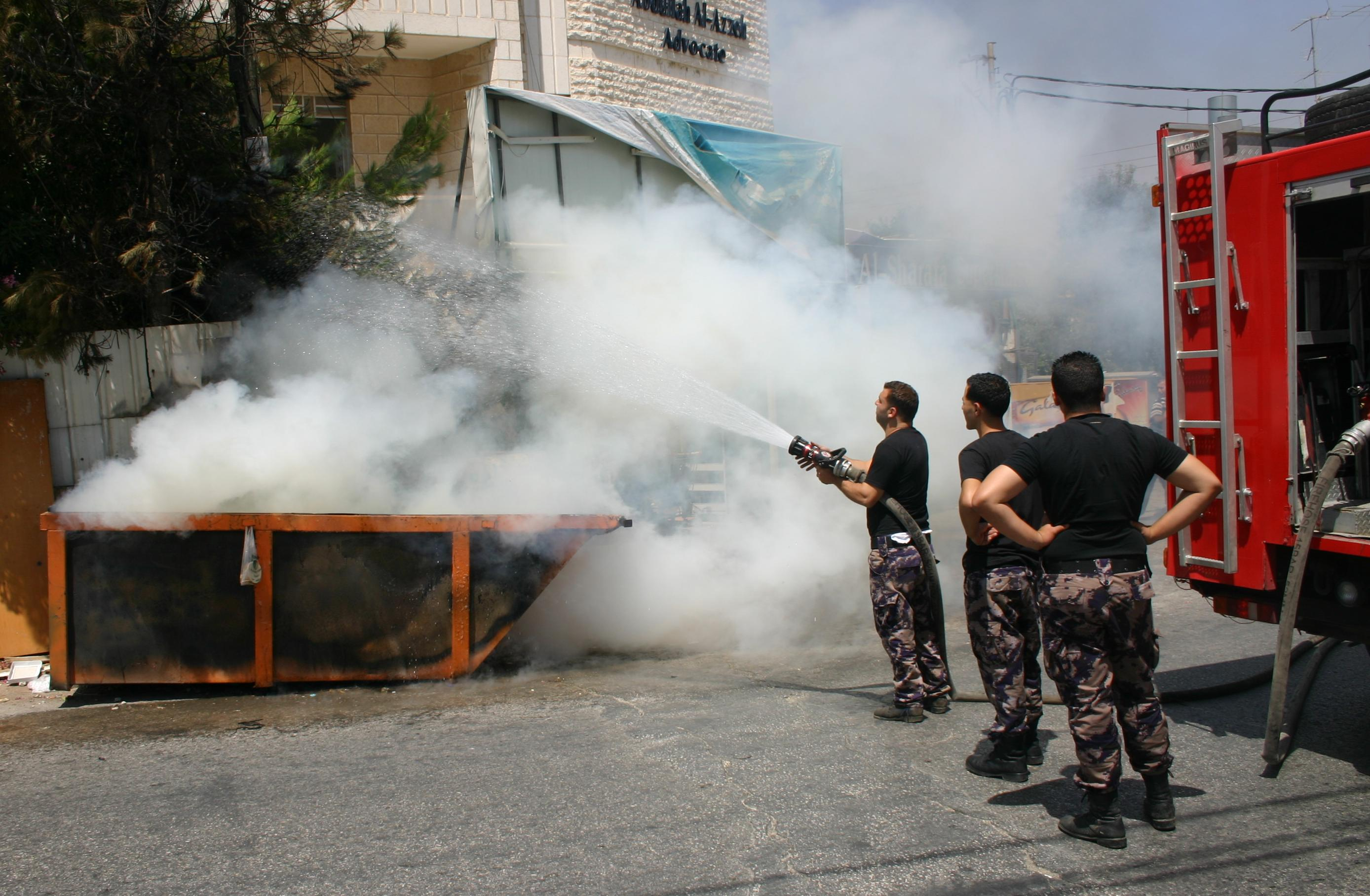
Brand eines Müllcontainers in Al-Bireh/Sharafeh

Die Alarmierung erfolgt über die Telefonnummer 102 direkt zur zuständigen Feuerwache. Eine zentrale Leitstelle bzw. Brandmeldezentralen sind nicht vorhanden. Daher muss bei einem Einsatz immer ein Mann für den Telefondienst in der Wache verbleiben, und dies bei einer Besatzung von nur drei bis fünf Mann an einem kleinen Stützpunkt. Selbst in der Zentralfeuerwache bei Ramallah versehen nur 15 Mann ihren Dienst.
Der Dienstbetrieb erfolgt in 7-Tages-Schichten, Dienstwechsel ist immer am Donnerstagvormittag.
Die Mehrzahl der Einsätze sind Brandeinsätze. Im Sommer gibt es häufig Flurbrände und brennende Müllcontainer. Im Winter kommt es zu witterungsbedingten Einsätzen wegen Überschwemmungen und Schnee. Dazu kommen immer wieder Einsätze bei gewalttätigen Demonstrationen gegen die israelische Besatzung, bei denen es zu Bränden durch Brandsätze und Tränengasgranaten kommt.

## Fahrzeuge

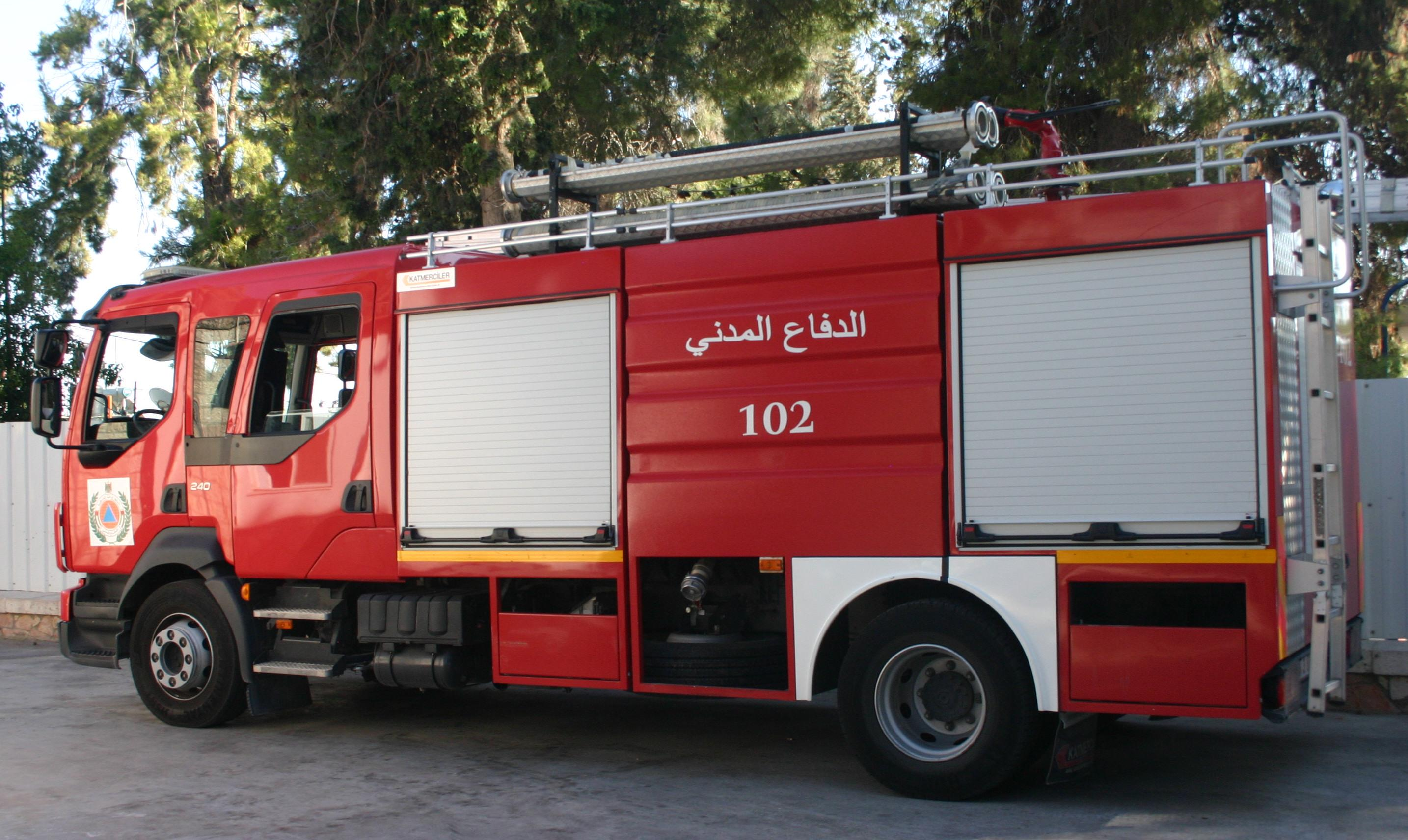
Tanklöschfahrzeug Volvo aus 2012

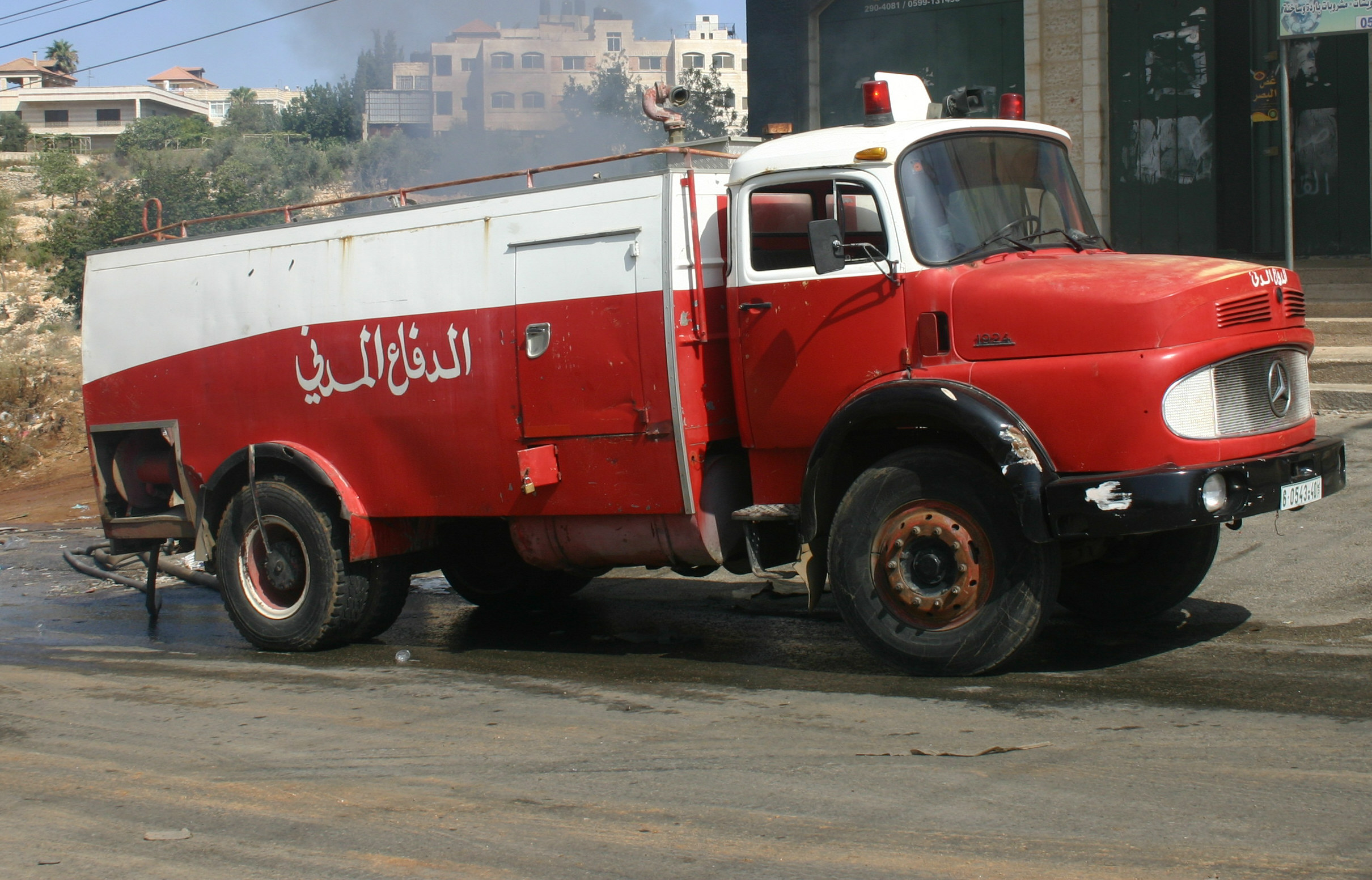
Das Feuerwehrfahrzeug von Baituniya

Der Fuhrpark ist teilweise veraltet bzw. inadäquat. Die neue Ausrüstung stammt vor allem aus Spenden durch die EU und Japan. Ein Problem dabei ist, dass gebrauchte Fahrzeuge europäischer Feuerwehren nicht nach Palästina gebracht werden können, weil die Einfuhr von Fahrzeugen, die älter als fünf Jahre sind, generell verboten ist. Daher ist nur die Lieferung neuer Wagen möglich.
Zuletzt erhielten die Palästinenser im Jahr 2012 neue Tanklöschfahrzeuge von Volvo, die in der Türkei von Katmerciler ausgebaut wurden. Sie sind nicht geländegängig, was für die topografische Situation unpassend ist. Die technische Ausstattung beinhaltet nur die Grundausstattung: Feuerlöschkreiselpumpe, Schnellangriffseinrichtung, Löschkanone, Atemschutz für drei Personen, Bergeschere und einiges Werkzeug. Der Wassertank fasst 4.000 Liter.
Für das gesamte Westjordanland gibt es eine einzige Drehleiter mit 30 Metern, die in Beitunia stationiert ist. Bei Bedarf muss sie zwischen Hebron und Nablus eingesetzt werden. In der Zentralwache gibt es auch noch ein kleines Löschfahrzeug (KLF) und ein Rüstfahrzeug mit Bergeausrüstung amerikanischer Bauart. Dazu kommen noch ein schweres Rüstfahrzeug und altes Tankfahrzeug.
Immer wieder spenden einzelne Länder zusätzliche Ausrüstung.
Laut israelischer Straßenverkehrsordnung verwendet die Feuerwehr Rotlicht und Sirene, die Fahrzeuge tragen weiß-rote Behördenkennzeichen.

## Öffentlichkeitsarbeit
Betrieben werden eine ausführliche Internetpräsentation und eine Facebook-Seite. Seit 2013 gibt es auch ein vierteljährlich erscheinendes Magazin des Zivilschutzes.

## Erschwernisse beim Einsatz durch die israelische Besatzung

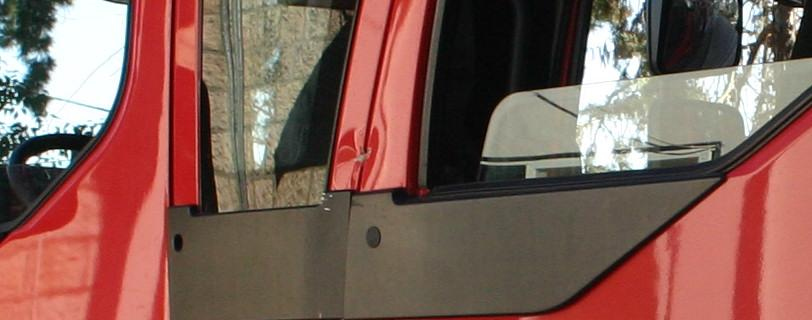
Einschuss-Delle durch Gummigeschoss am TLF von Al-Bireh

Wegen der israelischen Sperranlage und zahlreichen Straßensperren wird die Anfahrt zu den Einsätzen oft erschwert. Operieren Soldaten der IDF an einem Einsatzort, wird die Zufahrt oft so lange verwehrt, bis die Truppen abgezogen sind. Immer wieder werden dabei auch Warnschüsse mit Gummigeschossen auf die Einsatzfahrzeuge abgegeben, um sie an einem Vorrücken zu hindern.

## Kooperation mit der israelischen Feuerwehr
Wegen der politischen Lage und der Sicherheitssituation ist die Zusammenarbeit mit der Feuerwehr in Israel nicht selbstverständlich.
Da es sich bei der Feuerwehr nun um „militärisches Personal“ der Autonomiebehörde handelt, ist eine Zusammenarbeit wie vor Einführung der Autonomie (z. B. Baustelleneinsturz 1999) nicht so einfach. In der Regel kommt die israelische Feuerwehr nur, wenn noch keine palästinensischen Einsatzkräfte anwesend sind bzw. die Umgebung durch die Armee oder den Grenzschutz abgesichert ist. Der Einsatz palästinensischer Feuerwehrleute in der Zone C (Israelische Siedlungen und Verbindungsstraßen) und Israel ist nicht vorgesehen. In der Zone B werden jedoch auch Einsätze für israelische Unfälle durchgeführt. Umgekehrt helfen israelische Kräfte bei Spezialeinsätzen immer wieder, sogar in der Zone A (volle palästinensische Zuständigkeit), aus. Es kommen aber auch palästinensische Einsätze in Ostjerusalem vor, wo einzelne Stadtteile durch die Sperrmauer so abgetrennt sind, dass die Jerusalemer Feuerwehr diese nicht zeitgerecht erreichen kann. Dies ist z. B. in Kafr 'Aqab bei Qalandia der Fall.

### Lager-Brand in Beitunia im Juli 2008
Im Juli 2008 brannte ein Keller-Lager des Gesundheitsministeriums mit Verbandsmaterial und medizinischem Zubehör aus Kunststoff im Industriegebiet zwischen Ramallah und Beitunia. Da der Zugang nur von einer Seite möglich war, dauerten die Löscharbeiten drei Tage. Mit Hilfe der israelischen Feuerwehr, die in der Nacht zu Hilfe kam, wurden von der Straße Öffnungen in die Decke gebohrt. Gelöscht werden konnte das Feuer aber erst nach Ausräumen des Lagers zwei Tage später durch die Palästinenser.

### Karmel-Feuer im Dezember 2010

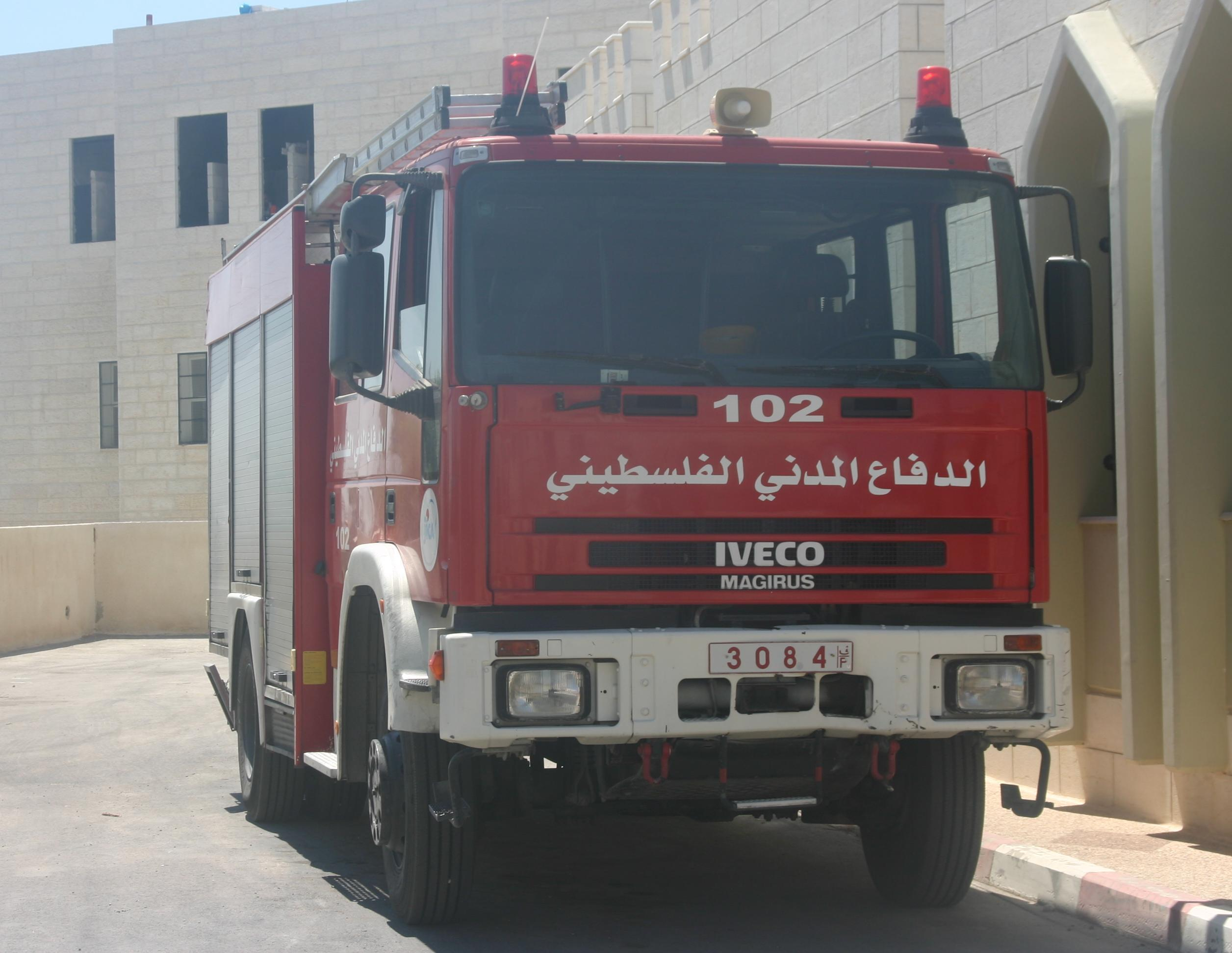
Tanklöschfahrzeug Iveco-Magirus in al-Ubeidiya

Im Dezember 2010 kam es zur einmaligen Situation, dass 21 Feuerwehrleute mit vier Löschfahrzeugen aus Betlehem nach vierstündiger Anfahrt beim Waldbrand im Karmelgebirge zum Assistenzeinsatz in Israel kamen. Die von der EU gespendeten Fahrzeuge waren damals zum Teil besser ausgerüstet als einige israelische. Vor einer geplanten Ehrung zehn Tage danach kam es zu einem Eklat, weil nur sieben der zehn zu ehrenden Feuerwehrmänner einen Passierschein für die Einreise nach Israel erhielten.

### Brände im November 2016
Bei den Waldbränden, die im November 2016 in ganz Israel wüteten, wurde vor allem die Stadt Haifa bedroht. Die Palästinenser boten Israel dafür vier Löschgruppen an, die dann bei der Brandbekämpfung dieser Stadt eingesetzt wurden.

## Besondere Einsätze

### Seilbahnbrand in Jericho 2015
Am 3. März 2015 fing eine Gondel der Jericho-Seilbahn während Dreharbeiten zu einer Fernsehserie Feuer. Die Feuerwehr von Jericho musste die brennende Gondel löschen und die rechtzeitig auf eine Stütze geflüchteten Insassen abseilen.

### Brand der Mülldeponie von Gaza 2023
Im September 2023 entzündete sich die Deponie von Gaza und brannte mehrere Tage. Ursache waren die große Hitze und die fehlenden Möglichkeiten für Mülltrennung und Recycling. Da keine Verstärkung von außerhalb des Gazastreifens kommen konnte, war die örtliche Feuerwehr rasch am Ende ihrer Möglichkeiten, und die Bewohner waren großer Belastung ausgesetzt.